# Латиський гамбіт
Латиський гамбіт — дебют, який починається  ходами: 
 1. e2-e4 e7-e5 
 2. Kg1-f3 f7-f5.
Дебют застосовував Джоакіно Греко у XVII столітті. На початку XX  століття був ретельно проаналізований латиськими шахістами, зокрема Карлісом Бетіньшем, Ф. Апшенеком на честь яких конгрес ФІДЕ  у 1937 році офіційно затвердив назву – Латиський гамбіт.

## Основні варіанти
- 3. e4:f5
- 3. d2-d4
- 3. Cf1-c4
- 3. Kf3:e5 Qd8-e7

3. ef  e4 4. Ke5  Kf6 5. Ce2!  d6 6.Ch5  Kpe7 7. Kf7  Fe8 8. Kc3  Kh5 9. Kd5 Kpd7 10. Fh5 Tg8 у білих перевага
3. d4  fe 4.Ke5  Kf6 5.Ce2  (5. Kg4  Ce7) d6 (5. ... Ce7 0-0) 6. Kg4 Романишин - Римсдейк, Рига, 1979 6. ... Ce7!? = Аверкин
3. Cc4 Kf6! 4. d4  fe 5. Ke5  d5 6. Ce2 Kc6
3. Cc4!?  fe 4. Ke5  d5 5. Фh5  g6 6. Kg6  hg 7. Фg6  Kpd7 8. Cd5 Kf6 9. Kc3  Фe7 10. b3 у білих не велика перевага Алтена - Бой, по переписці, 1977
3. Ke5  Фf6 4.d4  d6 5. Kc4  fe 6. Kc3  Фg6 7. Cf4  Kf6 8. Ke3  Ce7 9. Фd2 c6 10. Ce2 d5 11. 0-0  0-0 12. f3  ef 13. Cf3 з перевагою.  Флор - Вечей, Прага, 1930